# 上兽类
上兽类或上兽总目指除了异关节总目外的所有胎盘动物。其特征为中耳处有马镫形状的镫骨，可使血管通过，与有袋上目、单孔目、异关节总目的柱状听小骨不同。上兽类的腓骨也短于胫骨。